# WOMEX
WOMEX (forkortelse af WOrld Music EXpo) er et internationalt støtte- og udviklingsprojekt for verdensmusik med base i Berlin, hvis vigtigste begivenhed er en udstilling, der afholdes hvert år i forskellige steder i hele Europa. Projektet integrerer en messe, fremvisninger, konferencer, filmmarked, networking sessions og priser. Musikere og deres værker har mulighed for at skabe kontakter til den internationale touring-branche og musikdistribution.
I årene 2009 til 2011 blev WOMEX afholdt i København i et partnerskab med WorldMusicFair Copenhagen, et konsortium bestående af Roskilde Festival, Copenhagen Jazz Festival og turistorganisationen Wonderful Copenhagen. Yderligere partnere var eventproducerne Welcome, Center for Kultur og Udvikling, Global CPH og World Music Denmark. Lokaliteter for tidligere WOMEX-begivenheder: Berlin (1994, 1999, 2000), Bruxelles (1995), Marseille (1997), Stockholm (1998), Rotterdam (2001), Essen (2002, 2004), Newcastle upon Tyne (2005) and Sevilla (2003, 2006, 2007, 2008).
WOMEX løber af stablen i den sidste weekend i oktober hvert år. Tilmelding til WOMEX begynder hvert år i midten af april man kan dog stadig købe tilmelding under WOMEX på messen og på spillestedet, hvor WOMEX Showcase bliver holdt. Deltagere kan besøge åbningen, konferenceprogrammet, messen og stande om aftenen torsdag, fredag og lørdag, og WOMEX Awards om søndagen, den sidste dag af arrangementet. Selvom WOMEX primært er beregnet til professionelle og handlende inden for verdensmusikscenen, kan lokale og turister købe billetter til WOMEX Showcase program om aftenen.